# Elke Winkens

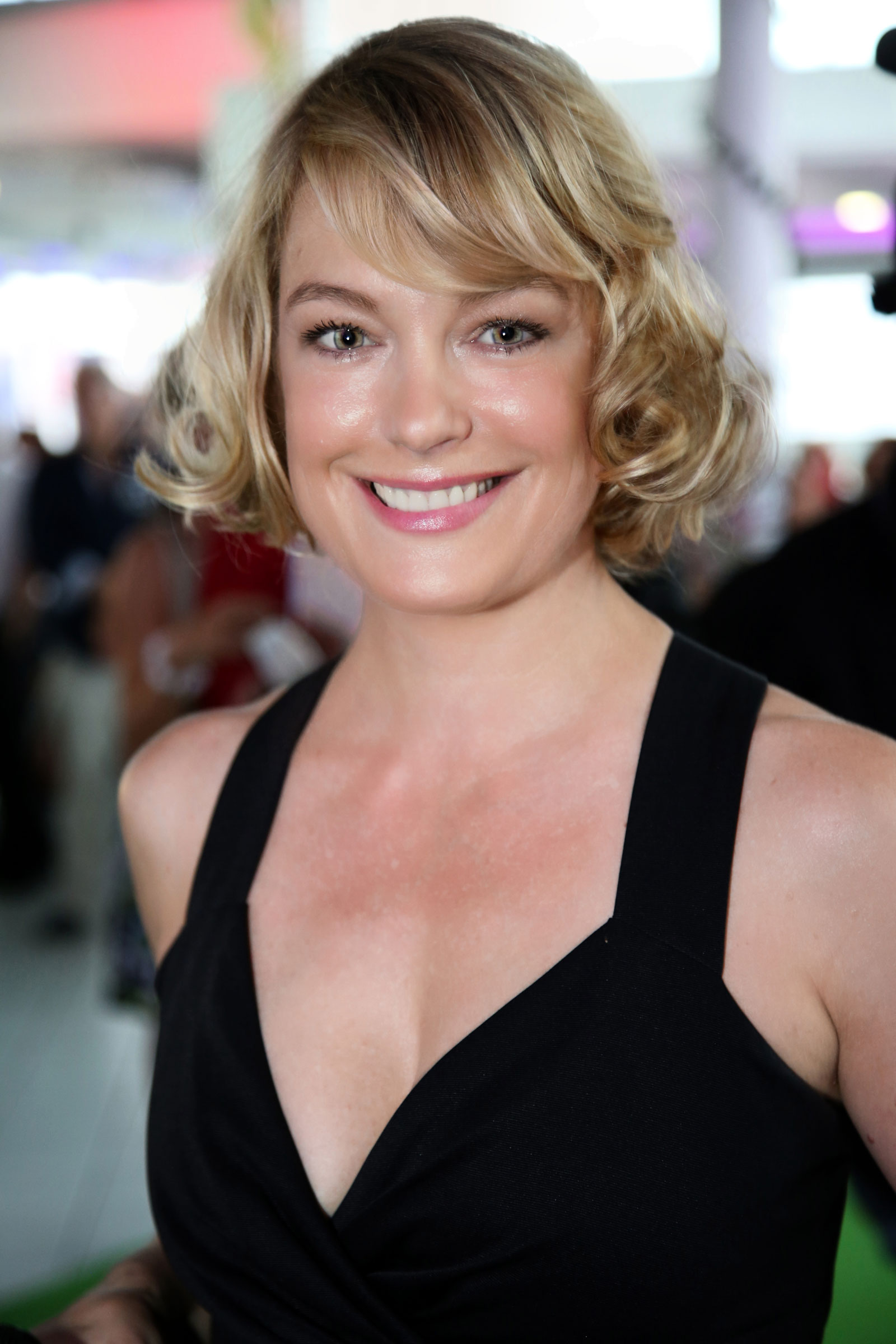
Elke Winkens (2015)

Elke Winkens (* 25. März 1970 in Linnich) ist eine österreichisch-deutsche Schauspielerin.

## Leben
Elke Winkens wurde als Tochter einer niederländischen Tänzerin und eines deutschen Ingenieurs geboren. Die Familie lebte in Ratheim, einem Stadtteil von Hückelhoven. Da ihr Vater für den Aufbau von Webmaschinen in Entwicklungsländern verantwortlich war, verbrachte sie Teile ihrer Kindheit in den Niederlanden, in Belgien und in Afrika.
Im Alter von sechs Jahren nahm sie Ballettunterricht, mit neun stand sie das erste Mal auf der Bühne. Von da an hatte sie vielfach Auftritte in Tanz- und Theaterproduktionen unter anderem als Tanzmariechen der KG Roathemer Wenk. Mit 18 bekam sie ein Stipendium für die London Studio Center School in London, die sie von 1989 bis 1991 besuchte. Anschließend übersiedelte sie nach Wien und besuchte die Musical School am Theater an der Wien, um Gesang, Tanz und Schauspiel zu studieren. 1994 beendete sie die Ausbildung mit dem staatlichen Abschluss.
Durch ihre Auftritte mit der Kabarettgruppe Die Hektiker wurde Winkens für das Fernsehen entdeckt. Sie bekam ihre ersten Rollen in den TV-Magazinen Zell-O-Fun (SWR; 1996–1997) und One (ORF;1998). Ihr Kinodebüt hatte Winkens 1998 in einer Hauptrolle in Helden in Tirol. In Deutschland gelang ihr der Durchbruch erst ab 2002 mit der Krimiserie Kommissar Rex, in der sie die weibliche Hauptrolle der Niki Herzog spielte.

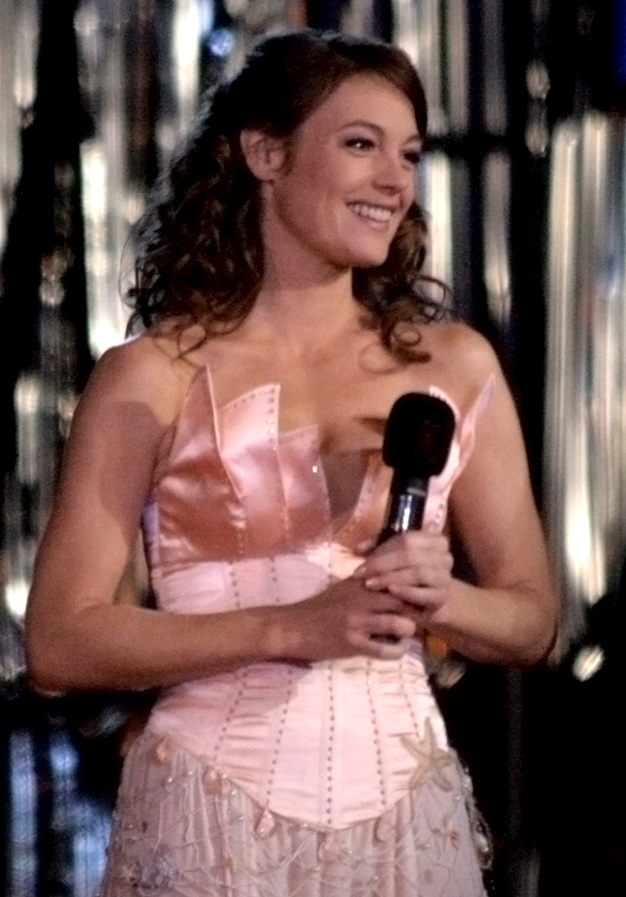
Elke Winkens (Moderation des Life Ball 2009)

Winkens „posierte“ im Jahr 2003 für das Titelblatt des Männermagazins Playboy, („Damals habe ich es mit voller Überzeugung gemacht. Ich habe es nicht bereut, aber ich würde es nicht nochmals tun.“ Zitiert nach WIENER Online, August 2011.) und 2007 für das Titelblatt des Wochenmagazins WIENER. 2008 nahm Elke Winkens an der vierten Staffel der ORF-Tanzshow Dancing Stars teil. Mit ihrem Partner Andy Kainz erreichte sie die achte und vorletzte Runde. 2009 moderierte sie im Februar für die Live-Übertragung den Wiener Opernball und im Mai den 17. Life Ball.
2013 war sie mit ihrem Kabarettprogramm Alles gelogen im Rahmen der Hyundai Kabarett-Tage im ORF zu sehen.
Von Folge 2856 (Erstausstrahlung: 30. Januar 2018) bis Folge 3106 (Erstausstrahlung: 14. März 2019) spielte sie in der ARD-Telenovela Sturm der Liebe die intrigante Xenia Saalfeld in Funktion der Antagonistin der 14. und 15. Staffel, bis sie den Serientod starb.

## Privates
Am 25. Oktober 2011 heiratete sie den Wiener Unternehmer Christian Fischer. Die Ehe wurde im März 2014 geschieden.
Winkens hat einen Zwillingsbruder.

## Filmografie

### Fernsehen
- 1995–1998: Die kranken Schwestern 4 Folgen (Comedy-Serie, 5 Folgen)
- 1996: Hochwürdens Ärger mit dem Paradies
- 1998: Die Bräute – Regie: Johannes Fabrick
- 1998: Helden in Tirol
- 2000: Hart im Nehmen – Regie: Peter Patzak
- 2000: Kill me softly – Frauenmord in Frankfurt
- 2000: Scheidung auf Rädern
- 2000: Die Frau, die einen Mörder liebte – Regie: Olaf Kreinsen
- 2001: Fleming III – Wer schön sein will, muss sterben – Regie: Daniel Helfer
- 2001: Schlosshotel Orth – Die Königskinder (Fernsehserie)
- 2001: MA 2412 – Parkpickerl 1 und 2 (Fernsehserie)
- 2001: Die Biester (Serienhauptrolle, 12 Folgen)
- 2001: Nichts wie weg – Regie: Peter Patzak
- 2001–2002: Dolce Vita & Co (Seriennebenrolle, 16 Folgen)
- 2001: Kommissar Rex – In letzter Sekunde (Gastrolle)
- 2002–2004: Kommissar Rex (Serienhauptrolle) – Regie: Gerald Liegel, Hajo Gies
- 2004: Das Traumhotel – Verliebt auf Mauritius (Fernsehserie)
- 2004: Crazy Race 2 – Warum die Mauer wirklich fiel – Regie: Christoph Schrewe
- 2005: Die unlösbaren Fälle des Herrn Sand – Regie: Mathias Steurer
- 2005: Im Namen des Gesetzes – Blondes Gift (Fernsehserie) – Regie: Manuel Flurin Hendry
- 2006: Die Pathologin – Im Namen der Toten – Regie: Jörg Lühdorff
- 2007: Afrika, mon amour (Zweiteiler) – Regie: Carlo Rola
- 2007: SOKO Köln – Eine Frage des Vertrauens (Fernsehserie)
- 2007: Wir sind so verhasst (Nous nous sommes tant haïs)
- 2008: Rosa Roth – Der Fall des Jochen B. (Fernsehreihe)
- 2009: Notruf Hafenkante – Harte Jungs (Fernsehserie) – Regie: Oren Schmuckler
- 2010: Schnell ermittelt – Robert Fabian (Fernsehserie) – Regie: Michael Riebl
- 2010: Großstadtrevier – Das Angebot des Tages (Fernsehserie) – Regie: Felix Herzogenrath
- 2010: Schatten der Erinnerung – Regie: Hartmut Griesmayr
- 2011: Rottmann schlägt zurück – Regie: Mark Schlichter
- 2011: Adel Dich
- 2012: Der Bergdoktor – (Fernsehserie, 2 Folgen) – Regie: Dirk Pientka
- 2013: Der Lehrer – Wird das jetzt ein Date? (Fernsehserie)
- 2013: Medcrimes – Nebenwirkung Mord
- 2016: SOKO Köln – Im Zwielicht (Fernsehserie)
- 2018–2019: Sturm der Liebe (Serienhauptrolle)
- 2018: Lena Lorenz – Zwei Väter (Fernsehserie)
- 2019: Prost Mortem – Die letzte Runde (Fernsehserie, 4 Folgen)
- 2020: SOKO Kitzbühel – Survival Dinner (Fernsehserie)
- 2025: Alpentod – Ein Bergland-Krimi: Gemeinsame Ziele (Fernsehreihe)

### Kino
- 1998: Helden in Tirol – Regie: Niki List
- 1999: Wer liebt, dem wachsen Flügel – Regie: Gabriel Barylli
- 1999: Wanted – Regie: Harald Sicheritz
- 1999: Untersuchung an Mädeln – Regie: Peter Payer
- 2002: Vienna – Regie: Peter Gersina
- 2007: Pornorama – Regie: Marc Rothemund
- 2010: Jud Süß – Film ohne Gewissen – Regie: Oskar Roehler
- 2010: Kottan ermittelt: Rien ne va plus – Regie: Peter Patzak
- 2011: Arschkalt (Kino/ZDF) – Regie: André Erkau
- 2025: Wie man normal ist und die Merkwürdigkeiten der anderen Welt (How to Be Normal and the Oddness of the Other World)

### Sonstige (Auswahl)
- 1996–1997: Zell-O-Fun (TV-Magazin)
- 1998: One (TV-Magazin)
- 2001: Die Harald Schmidt Show (Show #880) – Glückliche Pärchen am Valentinstag
- 2002: Willkommen Österreich (Sendung vom 15. Mai 2002)
- 2003: TV total (Sendung vom 15. Dezember 2003)
- 2008: Dancing Stars – Vierte Staffel
- 2008: Das perfekte Promi-Dinner – Amore XL – Klaus und seine drei verführerischen Damen! (Mit Tafelspitz von Winkens.[2])
- 2009: Vater, bin ich Kind? (Kurzfilm) – Regie: David Voss
- 2011: Wir sind Kaiser – Letzte Chance für Deutschland
- 2012: Was gibt es Neues?
- 2020-: Jury-Mitglied The Masked Singer Austria

## Theater (Auswahl)

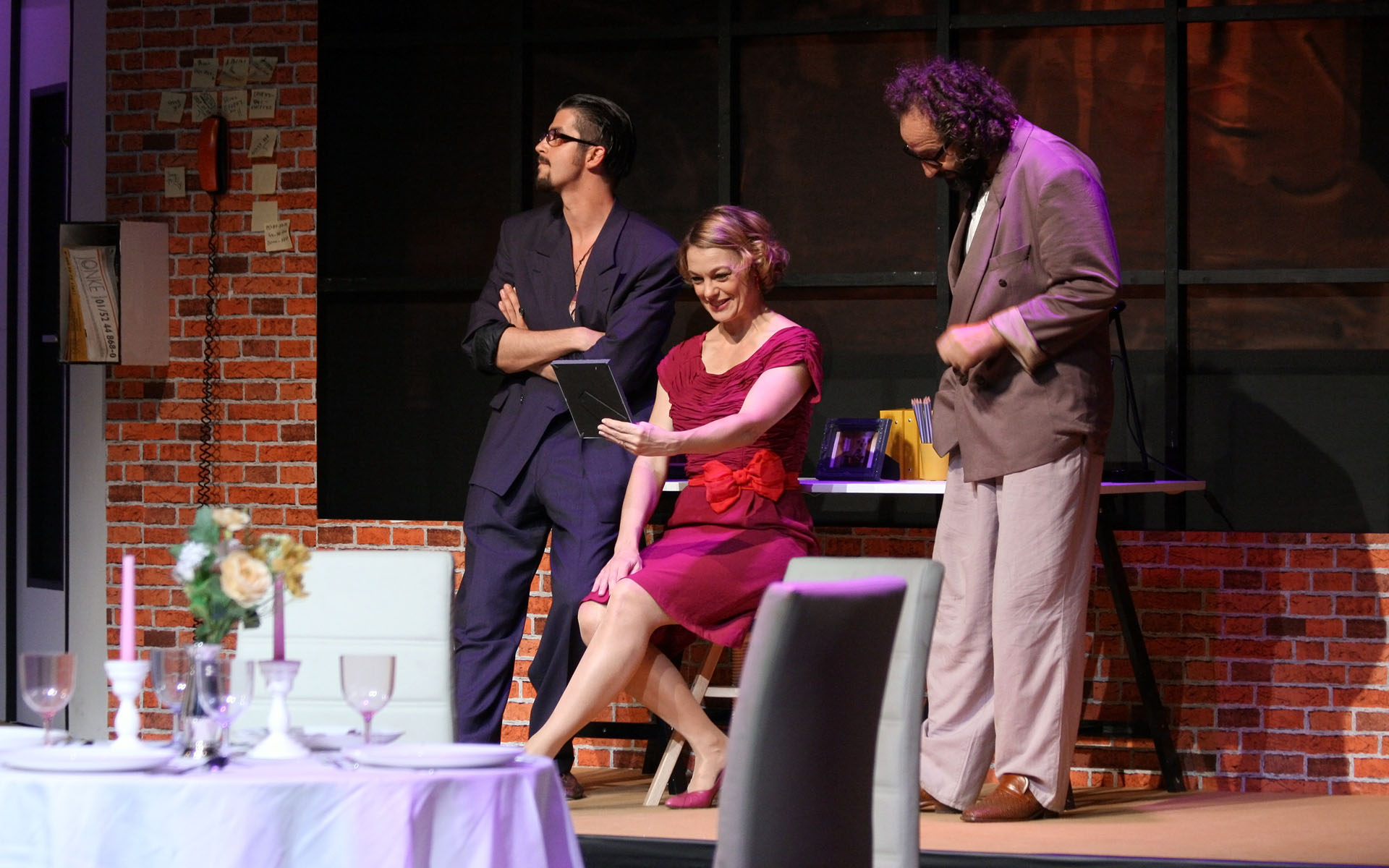
Elke Winkens in Ein ungleiches Paar (2012)

- 1993: Kultur ist Super (Theater Akzent, Wien und Österreich-Tournee) mit Die Hektiker
- 1994: Evita (Freilichtspiele Schwäbisch Hall)
- 1996: Blondel (Sommerfestspiele Amstetten)
- 1996: Die kranken Schwestern (Metropol, Wien) mit Die Hektiker
- 1998: Des Teufels General (Theater in der Josefstadt, Wien)
- 2005/06: Ein seltsames Paar (Kammerspiele, Wien)
- 2006/07: Das Interview (stadtTheater walfischgasse)
- 2007: Honigmond (Kammerspiele, Wien)
- 2008: Wonderful World (Kammerspiele, Wien)
- 2009: Akte – im Schweigen vermählt (stadtTheater walfischgasse)[5]
- 2012: Ein ungleiches Paar (Stadttheater Berndorf)[7]

## Kabarett
- 2012: Alles Gelogen. Soloprogramm
- 2015: Putz dich! Soloprogramm[8]
- 2017: Wie jetzt? Missverständnisse und andere Irrtümer. gemeinsam mit Thomas Weissengruber